# Jessica Henwick
Jessica Yu Li Henwick (Surrey, 30 augustus 1992) is een Britse actrice.

## Biografie
Henwick werd geboren en groeide op in het graafschap Surrey bij een Singaporese/Chinese moeder en een Zambiaanse/Engelse vader. Zij leerde het acteren aan de National Youth Theatre in Londen.
Henwick begon in 2009 met acteren in de film St Trinian's 2: The Legend of Fritton's Gold, waarna zij nog meerdere rollen speelde in films en televisieseries. 

## Filmografie

### Films
Uitgezonderd korte films.
- 2024: Cuckoo - als Beth
- 2022: Glass Onion: A Knives Out Mystery - als Peg
- 2022: The Gray Man - als Suzanne Brewer
- 2021: The Matrix Resurrections - als Bugs
- 2020: Love and Monsters - als Aimee
- 2020: On the Rocks - als Fiona
- 2020: Underwater - als Emily
- 2017: Rice on White - als Elena
- 2017: Newness - als Joanne
- 2016: The Head Hunter - als Aiko Koo
- 2015: Star Wars: Episode VII: The Force Awakens - als Jessika Pava
- 2015: Dragonfly - als Paula Reid
- 2014: Dr Liebenstein - als Rachel (1972)
- 2013: Monday to Friday - als Julie (stem)
- 2009: St Trinian's 2: The Legend of Fritton's Gold - als Globe Girl

### Televisieseries
Uitgezonderd eenmalige gastrollen.
- 2021-2022: Blade Runner: Black Lotus - als Elle - 12 afl.
- 2021-2022: Moley - als Dotty - 25 afl.
- 2020: Blood of Zeus - als Alexia - 8 afl.
- 2017-2018: Iron Fist - als Colleen Wing - 23 afl.
- 2017: The Defenders - als Colleen Wing - 6 afl.
- 2015-2017: Game of Thrones - als Nymeria Sand - 8 afl.
- 2014: Lewis - als Chloe Ilson - 2 afl.
- 2014: Silk - als Amy Lang - 5 afl.
- 2011-2012: North by Northamptonshire - als Helen Baynard (stem) - 5 afl.
- 2010: Spirit Warriors - als Bo - 10 afl.

### Computerspel
- 2022: Lego Star Wars: The Skywalker Saga - als Jessika Pava (stem)